# シベリアオオハシシギ
シベリアオオハシシギ（シベリア大嘴鴫、学名:Limnodromus semipalmatus ) は、チドリ目シギ科に分類される鳥類の一種である。

## 分布
ロシアのオビ川流域、バイカル湖周辺、中国東北部で繁殖し、冬季はインド東部、東南アジア、オーストラリア北部に渡り越冬する。繁殖地、越冬地とも、やや局所的である。
日本ではまれな旅鳥として、春秋の渡りの時期に少数が飛来する。ほとんどが、1羽での記録である。

## 形態
全長約35cm。体色等はオオハシシギとよく似ている。雄成鳥夏羽は、顔から胸は赤褐色で、頭頂から背中にかけて黒い縦斑がある。下腹部から下尾筒にかけては白色で、黒褐色の斑がある。雌成鳥夏羽は、雄に比べると淡色である。成鳥冬羽は雌雄とも、頭上や体の上面は灰褐色で、眉斑は白い。体の下面は白く、頸や胸に灰褐色の斑がある。
嘴は黒色で長く伸びている。足は黒色で、オオハシシギよりも長い。

## 生態
非繁殖時には、海沿いの水田や湿地、河口、干潟に生息する。
水中に嘴を差込みながら、昆虫類や甲殻類、貝類などを捕食する。
鳴き声は、「チェッチェッ」「ケッ」。非繁殖期にはほとんど鳴かない。